# Bertiera chevalieri
Bertiera chevalieri är en måreväxtart som beskrevs av John Hutchinson och John McEwan Dalziel. Bertiera chevalieri ingår i släktet Bertiera och familjen måreväxter. Inga underarter finns listade i Catalogue of Life.